# Relais petite enfance
Pour les articles homonymes, voir RPE.
Les Relais petite enfance (RPE), anciennement dénommés Relais assistantes maternelles (RAM), sont des dispositifs initiés par les caisses d’allocations familiales en partenariat avec les collectivités locales. Elles ont parfois un statut associatif notamment en milieu rural, ou un statut privé ou public.
Les RPE organisent pour les assistantes maternelles et les gardes d'enfants à domicile des temps de rencontre et d’échanges de pratiques, dans le but d’améliorer la qualité de leur accueil et  de rompre l’isolement dû à la profession exercée essentiellement au domicile des professionnelles. 
Pour les enfants, certains RPE proposent des temps d’animation animés par l'animateur du RPE ou par des intervenants extérieurs tels l'éveil musical, l'éveil corporel, l'art patouille, des sorties et des spectacles jeunes publics.
Ce ne sont ni des lieux de garde d’enfants, ni des employeurs d’assistantes maternelles.
Pour les parents, un RPE est un espace d’écoute et d’information. Des accueils téléphonique et sur rendez-vous ont lieu généralement les après-midi. Le personnel du RPE accompagne les familles dans la recherche du mode de garde approprié en fonction de leurs besoins et apporte des éléments informatifs concernant l’emploi d’une assistante maternelle agréée. 
Les RPE sont également ouverts aux candidats à l’agrément d’assistant maternel.

## Intérêt du dispositif
Les RPE répondent aux besoins d’information des familles qui se trouvent être les employeurs des assistantes maternelles : aide à la compréhension des contrats de travail, information sur la convention collective du particulier employeur, animations diverses...
Ils répondent aussi aux besoins d’animation et de professionnalisation pour les assistantes maternelles.

## Cadre légal
Leurs missions sont par ailleurs définies par des circulaires de la Caisse nationale d’allocations familiales.
L'animateur d'un RPE peut être un éducateur de jeunes enfants, un conseiller en économie social familial.
Les RPE ne sont pas réglementés (comme le sont les établissements et services d’accueil) mais la loi no 2005-706 du 27 juin 2005 leur a conféré une existence légale. L'ordonnance 2021-611 du 19 mai 2021 modifie la dénomination d'origine « Relais d'assistantes maternelles » (RAM) en « Relais petite enfance ».